# Parafia Chrystusa Króla w Wigwałdzie
Parafia Chrystusa Króla w Wigwałdzie – parafia rzymskokatolicka znajdująca się w archidiecezji warmińskiej, w dekanacie Olsztynek.